# Sainte-Croix, Aveyron
Sainte-Croix är en kommun i departementet Aveyron i regionen Occitanien i södra Frankrike. Kommunen ligger  i kantonen Villeneuve som ligger i arrondissementet Villefranche-de-Rouergue. År 2022 hade Sainte-Croix 736 invånare.

## Befolkningsutveckling
Antalet invånare i kommunen Sainte-Croix
Referens: INSEE